# Mursili I
Mursili I  fue un rey de Hatti que gobernó entre los años 1556 a. C. y 1526 a. C.

## Biografía
Según sabemos por un documento denominado comúnmente Testamento, Hattusili escoge para sucederle a su nieto Mursili en lugar de a su hijo.
Estrechó los lazos algo débiles que unían la confederación de ciudades-Estado e incorporó estos a Hatti, llegando a ser la tercera potencia de Oriente Medio, junto con Babilonia y Egipto. Continuó la política expansionista derrotando a los hurritas y destruyendo el reino de Alepo, en cuya empresa había fracasado Hattusili. Protagonizó una incursión contra la ciudad de Babilonia en el año 1527 a. C. Pero era evidente que Mursili no podría conservar una ciudad situada a dos mil kilómetros de Hattusa, la capital del reino, y mucho menos incorporarla a sus posesiones. Esta incursión coincidió con el fin de la dinastía de los amorreos cuyo último rey fue Samsu-ditana. Se ignora si este hecho fue consecuencia de la expedición de Mursili o una simple coincidencia.
Tras finalizar la campaña Mursili regresó a Hattusa. Al poco tiempo, en el 1526 a. C. murió víctima de un complot encabezado por su cuñado Khantilis I, quien se convirtió en el nuevo rey hitita.